# Ibrahim Ghanem
Mahmoud Ibrahim Hamed Hassan Ghanem (17 de abril de 1995) es un deportista francés de origen egipcio que compite en lucha grecorromana.
Ganó dos medallas en el Campeonato Mundial de Lucha, en los años 2023 y 2024, y dos medallas en el Campeonato Europeo de Lucha, en los años 2023 y 2025.

## Palmarés internacional
| Campeonato Mundial | Campeonato Mundial      | Campeonato Mundial | Campeonato Mundial |
| Año                | Lugar                   | Medalla            | Categoría          |
| ------------------ | ----------------------- | ------------------ | ------------------ |
| 2023               | Belgrado (Serbia)       | Medalla de oro     | 72 kg              |
| 2024               | Tirana (Albania)        | Medalla de plata   | 72 kg              |
| Campeonato Europeo |                         |                    |                    |
| Año                | Lugar                   | Medalla            | Categoría          |
| 2023               | Zagreb (Croacia)        | Medalla de plata   | 72 kg              |
| 2025               | Bratislava (Eslovaquia) | Medalla de oro     | 72 kg              |